# Møme
Møme, de son vrai nom Jérémy Souillart, né le 28 juillet 1989 à Nice, est un compositeur et producteur de musique électronique français.

## Biographie
Jérémy Souillart entre au Conservatoire à rayonnement régional de Nice en section piano classique. Il apprend par la suite la guitare et la guitare basse en autodidacte à l'âge de 15 ans[réf. nécessaire] et s'oriente en parallèle vers les boites à rythmes, les synthés hardware et le logiciel Ableton Live destiné à la production musicale. Etudiant à la faculté d'économie gestion de Nice, il joue le soir dans les bars de sa ville, avant de finalement déménager à Paris en septembre 2014 où il poursuit son aventure musicale seul.[réf. nécessaire]
Influencé par la chillwave, il prend le pseudo Møme et sort de manière indépendante son premier EP Eclipse. Ce premier disque retient l'attention de quelques sites et blogs spécialisés tel que Quai Baco, Chill-Music  et Dealer de musique.
C'est ainsi que Jérémy Souillart rencontre alors le label indépendant DDM Recordings, avec lequel il signe son second EP Cosmopolitan (2015). L'EP rencontre un franc succès et fait l'objet d'un article pleine page sur le site des Inrockuptibles qui prennent à cœur le projet.
Un an plus tard, Møme rencontre la chanteuse australienne Merryn Jeann à Paris avec laquelle il collabore sur son 3e EP Aloha qui est écouté plusieurs millions de fois sur les plateformes de streaming Youtube, Spotify, Deezer, Soundcloud, et est qualifié de "pépite musicale" par le journal Les Inrockuptibles.
Il signe alors son premier contrat avec la maison de disque Mercury Records.
Au même moment, il part en Australie en novembre 2015 pour composer dans un van transformé en home-studio son premier album Panorama, qui sort le 25 novembre 2016 sous le label DDM Recordings et Mercury.
Il y rencontre Dylan Wright, Gus Dingwall, Nieve, Midnight to Monaco signé chez le label Future Classic avec lequel il collabore sur les titres Hold on, Alive, Routine et Medicine.
L'album atteint plusieurs millions d'écoutes sur les plateformes de streaming et attire la curiosité des magazines pop-culture Tsugi et Noisey.
Le 2 décembre 2016, il présente pour la première fois son premier Live Show "Panorama" aux Rencontres Trans Musicales et annonce une tournée "Panorama" avec un premier concert complet à La Cigale.

## Discographie

### Albums
| Titre                                        | Année | Positions | Positions | Certifications     |
| Titre                                        | Année | FRA       | BEL (WAL) | Certifications     |
| -------------------------------------------- | ----- | --------- | --------- | ------------------ |
| Panorama                                     | 2016  | 93        | 169       | France (SNEP) : Or |
| Shelter (Original Motion Picture Soundtrack) | 2019  | —         | —         |                    |
| Flashback FM (avec Ricky Ducati)             | 2021  | —         | —         |                    |

### Singles
| Titre                                                         | Année | Positions | Positions | Positions | Album                                        |
| Titre                                                         | Année | FRA       | BEL (WAL) | SUI       | Album                                        |
| ------------------------------------------------------------- | ----- | --------- | --------- | --------- | -------------------------------------------- |
| Edelweiss                                                     | 2014  | —         | —         | —         | Edelweiss (EP)                               |
| Childhood (featuring Larry Lynch)                             | 2015  | —         | —         | —         | Cosmopolitan (EP)                            |
| Cosmopolitan                                                  | 2015  | —         | —         | —         | Cosmopolitan (EP)                            |
| Jetpack                                                       | 2015  | —         | —         | —         |                                              |
| Aloha (featuring Merryn Jeann)                                | 2015  | 9         | 1         | 43        | Panorama                                     |
| Hold On (featuring Dylan Wright)                              | 2016  | 58        | —         | —         | Panorama                                     |
| Playground                                                    | 2016  | 161       | —         | —         | Panorama                                     |
| Alive (Vs. Midnight To Monaco)                                | 2016  | 122       | —         | —         | Panorama                                     |
| Why Is It (featuring Merryn Jeann)                            | 2017  | —         | —         | —         | Panorama                                     |
| It's Okay (featuring LissA)                                   | 2017  | —         | —         | —         | Kitsuné Parisien 4                           |
| Take Off (Coca-Cola Summer 2017) (featuring Romuald)          | 2017  | 193       | —         | —         |                                              |
| Let's Go (featuring Mr J. Medeiros)                           | 2017  | —         | —         | —         |                                              |
| Gravitation (avec Petit Biscuit featuring Isaac Delusion)     | 2017  | 24        | —         | —         | Presence                                     |
| When We Ride (featuring JPL)                                  | 2018  | —         | —         | —         | Møment I                                     |
| Sail Away (featuring Ricky Ducati)                            | 2018  | —         | —         | —         | Møment II                                    |
| Overview Effect 1972 (avec The Geek x Vrv featuring M.I.L.K.) | 2019  | —         | —         | —         | Time Machine                                 |
| Glide                                                         | 2019  | —         | —         | —         | Shelter (Original Motion Picture Soundtrack) |
| Got It Made (avec Ricky Ducati)                               | 2020  | —         | —         | —         | Flashback FM                                 |
| They Said (avec Ricky Ducati)                                 | 2020  | —         | —         | —         | Flashback FM                                 |
| Moves (avec Ricky Ducati)                                     | 2020  | —         | —         | —         | Flashback FM                                 |
| I Know (avec Ricky Ducati)                                    | 2021  | —         | —         | —         | Flashback FM                                 |
| With You (avec Izzy Bizu)                                     | 2023  | —         | —         | —         |                                              |
| Dolce Farniente                                               | 2023  | —         | —         | —         |                                              |
| Baby Doll (avec Ricky Ducati)                                 | 2023  | —         | —         | —         |                                              |
| Olympic Touch (featuring Leo Stannard)                        | 2024  | —         | —         | —         |                                              |
| Disco Balls (avec MAJUSCULE)                                  | 2024  | —         | —         | —         |                                              |

### Remixes
- 2014 : Deputies - Rosa (Møme Remix)
- 2014 : Alpes - Don't Salt My Meal With Your Tears (Møme Remix)
- 2015 : Tora - Eat the Sun (Møme Remix)
- 2015 : Ofenbach - Around the Fire (Møme Remix)
- 2015 : La Mar - Trick of the Light (Møme Remix)
- 2015 : Fakear featuring Rae Morris - Silver (Møme Remix)[15]
- 2019 : Silk City & Dua Lipa - Electricity (Møme Remix)
- 2019 : NoMBe - Young Hearts 2.0 (Møme & Caly Bevier Remix)
- 2020 : Macadam Crocodile - After The Game (Møme Remix)
- 2020 : Tiwa Savage - Dangerous Love (Møme Remix)
- 2021 : Victor Mechanick - Said Too Much (Møme Remix)
- 2021 : CRIMER - My Demons (Møme Remix)
- 2022 : Jesper Kyd, Assassin's Creed - Ezio's Family (Møme Remix)